# Oregonichthys crameri
Oregonichthys crameri es una especie de peces de la familia de los
Cyprinidae en el orden de los Cypriniformes.

## Morfología
- Los machos pueden llegar alcanzar los 7 cm de longitud total.[2][3]

## Hábitat
Es un pez de agua dulce y de clima templado

## Distribución geográfica
Se encuentran en Norteamérica:  cuencas de los ríos  Willamette y Umpqua (Oregón, Estados Unidos).